# Thomas Südhof
Thomas Südhof, né le 22 décembre 1955 à Göttingen en Allemagne, est un biochimiste germano-américain et professeur à l'université Stanford. Il est, avec James Rothman et Randy Schekman, lauréat du prix Nobel de physiologie ou médecine en 2013.